# Радіо програмування
Радіо програмування - це програмування передачі формату радіо або контенту, який організований для комерційного мовлення і громадських радіостанцій мовлення.
Справжні винахідники радіо, від часу Гульєльмо Марконі, очікували, що воно буде використовуватися для бездротових завдань зв'язку один на один , де телефони і телеграф не можуть бути використані. Ці автори не мали ніяких очікувань, що радіо стане одним з основних засобів масової інформації, носії інформації заробляють мільйони доларів на рік у вигляді доходів за рахунок реклами або спонсорства. Ці останні застосування були викликані після 1910 підприємцями, такими як Девід Сарнов, який створив National Broadcasting Company (NBC), і Вільям С. Палій, який побудував Columbia Broadcasting System (CBS).Ці мовлення (на відміну від вузьконаправлених) комерційні організації почали називатися мережею філій, оскільки вони складалися з вільних ланцюгів окремих станцій, розташованих в різних містах, всі передачі стандарт всієї системи поставляє тариф, часто синхронізованих узгоджені рази. Деякі з цих станцій мережі радіозв'язку були власністю і керються мережами, в той час як інші були незалежними радіо, що належать підприємцям суміжних з відповідними мережами. Продаючи блоки часу рекламодавцям, носії змогли швидко стати прибутковими і запропонувати свою продукцію слухачам безкоштовно, за умови, що вони внесуть інвестиції.
Нові носії швидко зросли протягом 1910, значно збільшуючи як розмір своєї аудиторії та прибутку. У ті перші дні, це було прийнято для корпорації, щоб спонсорувати всю півгодинну програму радіо, поміщаючи свої рекламні ролики на початку і в кінці. Це на відміну від шаблону, який розроблений в кінці 20-го століття і в телебаченні і радіо, де невеликі шматочки часу були продані для багатьох спонсорів і жодна корпорація не взяла на себе спонсорство всього шоу, за винятком рідкісних випадків.Ці більш пізні рекламні ролики також заповнили велику частину загального часу програми, ніж вони мали в попередні часи.
У ранньому віці радіо, контент як правило, включав в себе баланс комедії, драми, новини, музики і спортивних репортажів. Різноманітні радіо програми включали найвідоміший голлівудський талант дня. Протягом 1910-х років, радіо було зосереджено на музичних розвагах, Grand Ole Opry, було зосереджено на транслювання музики кантрі, з часу її початку в 1925 році. Радіо телесеріали почалися в США в 1930 році з Painted Dreams. Lørdagsbarnetimen, Норвезьке дитячий шоу, з його прем'єри в 1924 році перерване тільки Другою світовою війною, що зробило його найтривалішим радіо-шоу в світі до тих пір, поки не припинилося виробництво в 2010 році.
На початку 1950-х років, телевізійні програми підірвала популярність радіо комедій, драм і різних шоу. До кінця 1950-х років, радіомовлення взяло на себе багато на сьогодні радіо - зосереджене на музиці, розмовах, новинах і спорті, навіть драму досі можна почути, особливо на BBC.